# Sachê

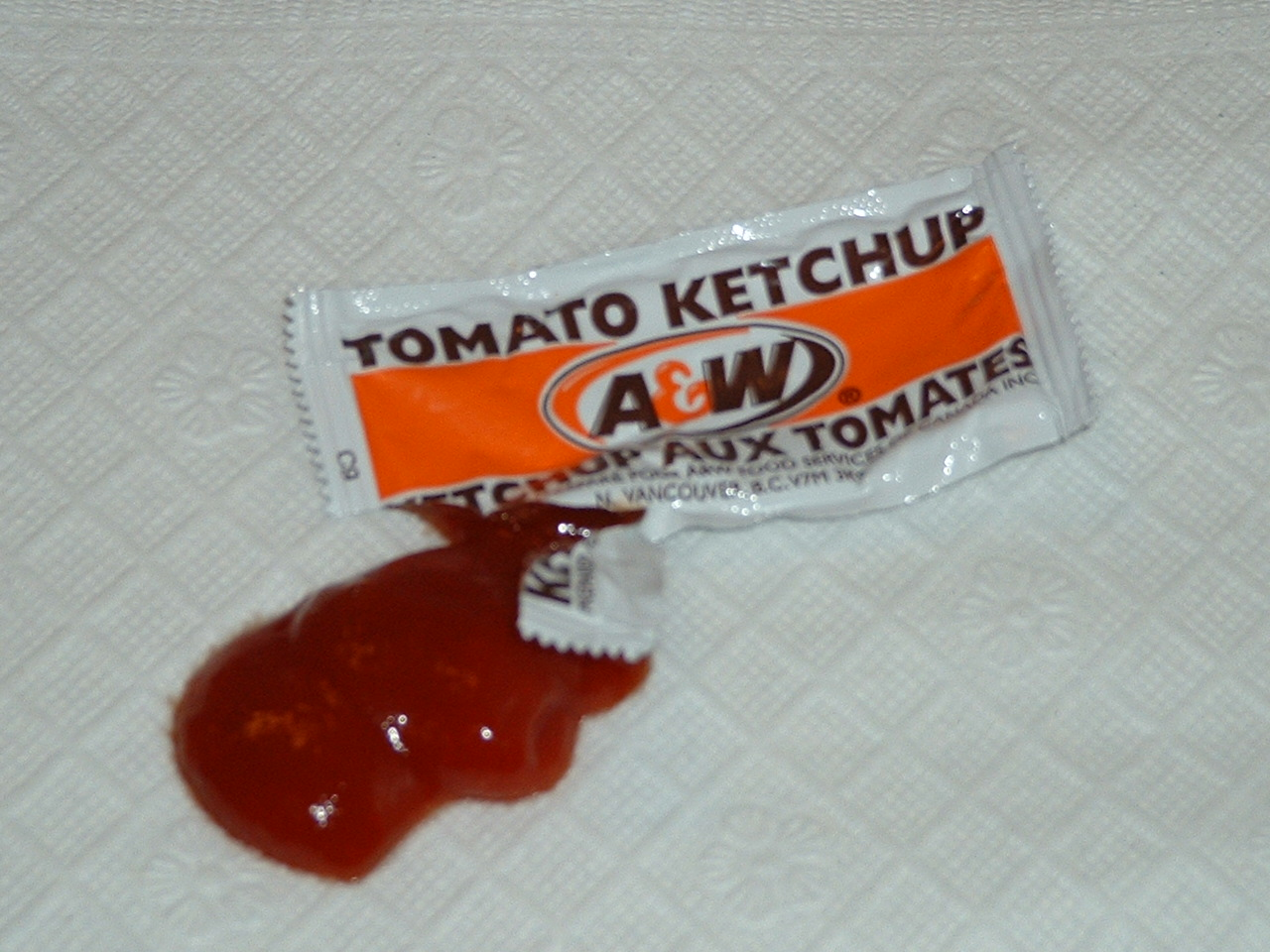
Um sachê de ketchup, uma das formas mais comuns de sachês

Um sachê (do francês sachet, comumente traduzido de saquinho ou somente embalagem), ou em Português de Portugal saqueta, é um pequeno saco ou bolsa descartável geralmente fabricado com material plástico, alumínio ou mylar, muitas vezes usado para conter quantidades de uso único de alimentos ou bens de consumo, tais como ketchup ou shampoo. Geralmente sua abertura se dá por um rasgo em uma de suas extremidade.

## Usos

### Alimentício
Geralmente são usados para distribuir condimentos como ketchup, mostarda, maionese, vinagre e shoyo. Fornecem uma maneira simples e de baixo custo de distribuição de pequenas quantidades de condimento com o alimento embalado pronto para consumo, como cachorro-quentes, batatas fritas ou hambúrgueres, e são comum em restaurante e fast food's. Os sachês tem como característica a baixa produção de bactérias e menos contaminação e mais qualidade do que condimentos disponíveis gratuitamente dispensados em pequenos copos descartáveis ou outros recipientes, especialmente se a comida vai ser transportada antes do consumo.

### Produtos químicos
Algumas fragrâncias também são distribuidas ou vendidas em sachês. São utilizados contendo ervas aromáticas, flores e fragrância aromática. Estes são conhecidos como sachês de guarda-roupa e servem basicamente para perfumar o ambiente.
Em 1983, a empresa indiana Cavin Kare começou a vender shampoo em pequenos saquinhos de plástico em vez de garrafas grandes, a fim de torná-lo mais acessível para os pobres.  A venda de pequenas quantidades de shampoo e detergentes em saquinhos de plástico é muito popular em países como Filipinas, Índia e outros países do Oriente. Em 2011, 87% do shampoo vendido na Índia foi através de sachês.

## Leitura recomendada
- Yam, K. L., "Encyclopedia of Packaging Technology", John Wiley & Sons, 2009, ISBN 978-0-470-08704-6